# Framtidsvision
Framtidsvision är en tanke, ett mål för hur världen skall se ut och fungera i framtiden. Många påstår att vi människor kan förändra vår framtid genom att vara optimistisk och tänka positiva tankar, vilket får en avgörande roll i hur framtiden för oss kommer att se ut. 
Under 1950- och 60-talen var den populära bilden av år 2000 att man familjerna skulle ha flygande bilar, robotar som tjänsteflickor, och resa på semester till månen. En del av detta kan märkas i TV-serien Jetsons. Många tror också på världsfred som en verklig framtidsvision.